# Kwitnewe (Schytomyr, Kwitnewe)
Kwitnewe (ukrainisch Квітневе; vor 1937 Жидівці Schydiwzi, von 1937 bis 2016 Жовтневе Schowtnewe, russisch Жовтне́вое Schowtnewoe) ist ein Dorf im Osten der ukrainischen Oblast Schytomyr mit etwa 2000 Einwohnern (2001).

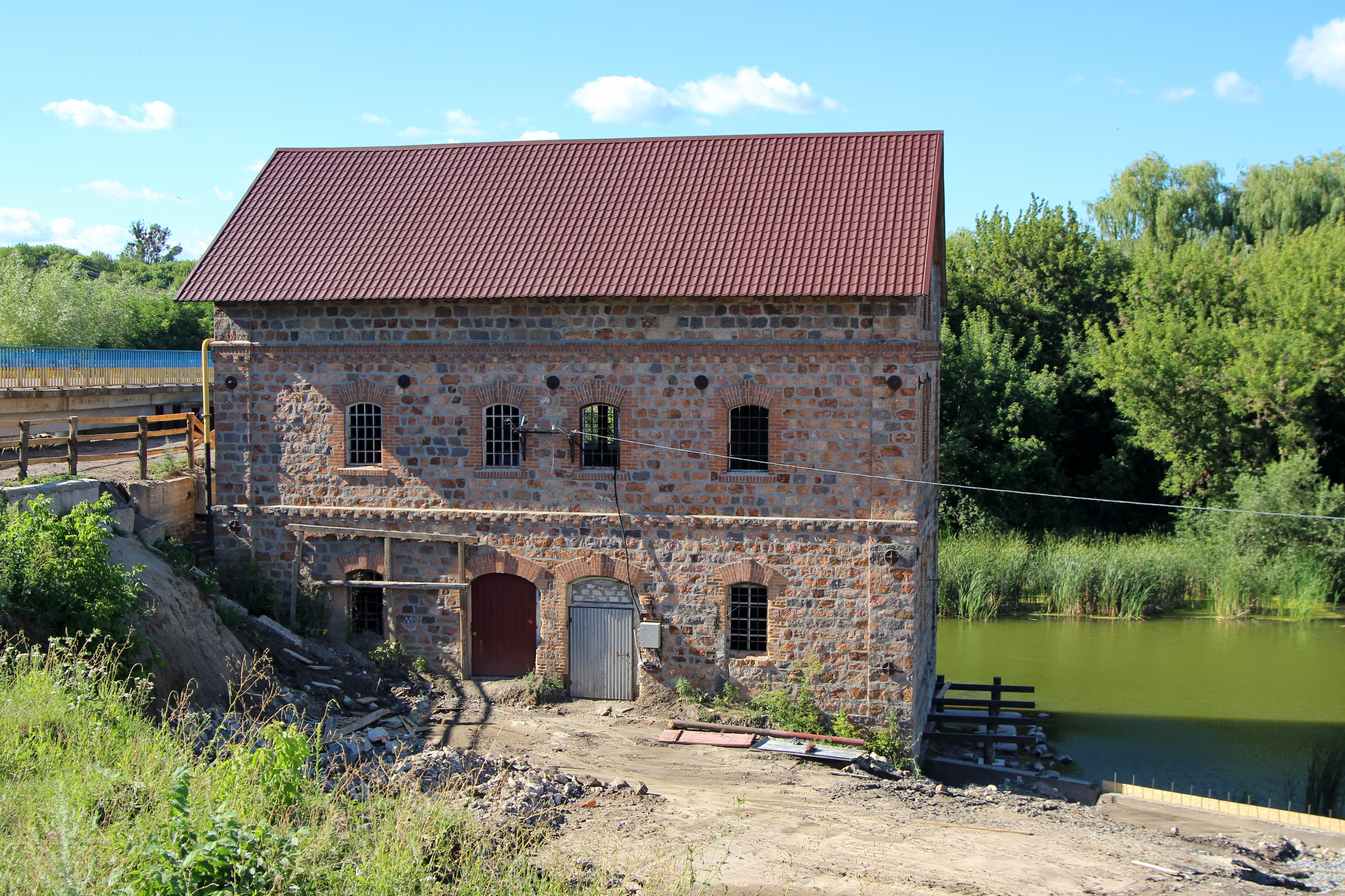
Wassermühle von 1905

Die 1683 erstmals schriftlich erwähnte Ortschaft liegt auf einer Höhe von 198 m am rechten Ufer der Unawa, eines 87 km langen, rechten Nebenflusses des Irpin, 73 km südöstlich vom Rajon- und vom Oblastzentrum Schytomyr.
Durch das Dorf verläuft die Territorialstraße T–06–11, die nach sieben Kilometern in südwestliche Richtung, im ehemaligen Rajonzentrum Popilnja, auf die Regionalstraße P–18 trifft.

## Verwaltungsgliederung
Am 10. August 2016 wurde das Dorf zum Zentrum der neugegründeten Landgemeinde Kwitnewe (ukrainisch Квітнева сільська громада/Kwitnewa silska hromada), zu dieser zählen auch noch die 8 in der untenstehenden Tabelle aufgelistetenen Dörfer, bis dahin bildete es die gleichnamige Landratsgemeinde Kwitnewe (Квітнева сільська рада/Kwitnewa silska rada) im Zentrum des Rajons Popilnja.
Am 17. Juli 2020 kam es im Zuge einer großen Rajonsreform zum Anschluss des Rajonsgebietes an den Rajon Schytomyr.
Folgende Orte sind neben dem Hauptort Kwitnewe Teil der Gemeinde:
| Name                     | Name            | Name                                     |
| ukrainisch transkribiert | ukrainisch      | russisch                                 |
| ------------------------ | --------------- | ---------------------------------------- |
| Dechtjarka               | Дехтярка        | Дехтярка                                 |
| Jabluniwka               | Яблунівка       | Яблоновка (Jablonowka)                   |
| Jertschyky               | Єрчики          | Ерчики (Jertschiki)                      |
| Koschljaky               | Кошляки         | Кошляки (Koschljaki)                     |
| Potschujky               | Почуйки         | Почуйки (Potschuiki)                     |
| Romaniwka                | Романівка       | Романовка (Romanowka)                    |
| Stawyschtsche            | Ставище         | Ставище (Stawischtsche)                  |
| Welyka Tschernjawka      | Велика Чернявка | Великая Чернявка (Welikaja Tschernjawka) |